# 倉持竜也
倉持 竜也（くらもち たつや、7月8日 - ）は、日本の男性声優。神奈川県出身。

## 人物
以前は81プロデュースに所属していた。
方言は大阪弁。
趣味・特技はバイク、バスケットボール。

## 出演作品

### テレビアニメ
2010年
- えむえむっ!（教師）
- 刀語（武士）
- パンティ&ストッキングwithガーターベルト（配管工、兵士C、ジョックス、ニュースキャスター、男子生徒C、オジさん、ギャラリー、配達員、男）
- メタルファイト ベイブレード 爆（悪党C）

2011年
- ダンタリアンの書架（客A、聴衆C、中隊長）
- プリティーリズム・オーロラドリーム（野次馬A）
- ポケットモンスター ベストウイッシュ（野次馬）

2012年
- ポケットモンスター ベストウイッシュ（デスカーン、バッフロン）
- ヨルムンガンド（兵士）
- ヨルムンガンド PERFECT ORDER（エクスカリバー）

2013年
- THE UNLIMITED 兵部京介（兵士、ESP部隊兵、USEIクルー）

### 劇場アニメ
- 神秘の法（2012年、若い閣僚）

### 吹き替え
- iCarly